# Gerlinde Heil
Gerlinde Heil (* 16. September 1964 in Wien) ist eine österreichische Didaktikerin mit Schwerpunkt MINT sowie Initiatorin und Leiterin des Science Pools in Wien.

## Karriere

### Science Pool
2011 gründete Gerlinde Heil den Science Pool, einen Verein zur Interessenförderung von Kindern und Jugendlichen mit Sitz in Wien-Simmering. Hier entstanden weitere Konzepte zur (Vor-)Wissenschaftsvermittlung mit Schulen, an Projekten und in der Freizeitpädagogik. Die Wissensvermittlung erfolgt unter anderem in Science Clubs an Kindergärten und Volksschulen, Ferienprogrammen und hausinternen Workshops für Schulklassen.
Zum Science Pool gehört auch das 2016 gegründete Museum der Nerdigkeiten, dass seit 2015 offiziell im Museumsverband registriert ist.
Seit 2018 ist der Science Pool als gemeinnützige GmbH registriert.

## Auszeichnungen
Am 22. November 2022 wurde Gerlinde Heil von Bildungsminister Martin Polascheck mit dem Goldenen Verdienstzeichen der Republik Österreich ausgezeichnet.